# マルクス・ティティニウス・クルウス
マルクス・ティティニウス・クルウス（ラテン語: Marcus Titinius Curvus）は共和政ローマのプレプス（平民）出身の政務官。ヒスパニアに関わったが、後に民衆に告発され訴追された。

## 経歴
凱旋式のファスティによれば、父のプラエノーメン（第一名、個人名）はマルクスである。
紀元前192年、護民官として、ルキウス・コルネリウス・メルラの凱旋式を拒否した。
紀元前178年に法務官（プラエトル）に就任し、ヒスパニア・キテリオルを担当した。翌紀元前177年、そしてプロコンスルとして紀元前176年も継続してインペリウムを保持し、紀元前175年にはヒスパニアでの勝利を認められ、ローマ市で凱旋式を実施している
紀元前171年、ヒスパニアの民から搾取を訴えられ、大カト、プブリウス・コルネリウス・スキピオ・ナシカ、ルキウス・アエミリウス・パウルス・マケドニクス、ガイウス・スルピキウス・ガッルス (紀元前166年の執政官)に訴追されたが無罪となった。

## 参考資料
- ティトゥス・リウィウス『ローマ建国史』
- 凱旋式のファスティ
- T. R. S. Broughton (1951). The Magistrates of the Roman Republic Vol.1. American Philological Association